# Polystyles (magazine)
Polystyles est un magazine semestriel axé mode et design qui est diffusé en Alsace. Le magazine est édité par la société JEM PRESSE, dirigée par Vincent Nebois. JEM PRESSE est par ailleurs éditeur des titres Poly (ex Polystyrène), wik Strasbourg et wik Metz/Nancy.
Édité depuis 2003, Polystyles est un trimestriel vendu en kiosque aux prix de 4 € et tiré à 15 000 exemplaires. Sous-titré “Mode, Déco, Design, Lieux”, il explore l’actualité du style et de l’élégance en Alsace faisant alterner des séries modes (réalisées par les complices de toujours : Pascal Bastien, Stéphane Louis, Christophe Urbain, Alexis Delon, Dimitri Staub, ou Estelle Hoffert), des entretiens et des articles sur des créateurs et des artistes de la mode et du design… 
Ouverture d’un restaurant branché, site Internet alsacien sur le design, création d’un show-room, découverte d’un fabricant de chaussures alsaciens, nouvelle boutique ou encore reportage au cours d’une soirée fooding et portrait de créateur de bijoux… Polystyles traite de tout l’art de vivre contemporain en Alsace.